# VfB Eichstätt
Der VfB Eichstätt (offiziell: Verein für Bewegungsspiele Eichstätt e. V. 1920) ist ein Sportverein aus der oberbayerischen Großen Kreisstadt Eichstätt. Am bekanntesten ist die Fußballabteilung, die nach der Meisterschaft in der Bayernliga Nord 2025 gegenwärtig in der Regionalliga Bayern spielt und dort bereits von der Saison 2017/18 bis zur Saison 2022/23 spielte. Mit 1107 Mitgliedern (Stand: Dezember 2024) ist der Verein nach der Sektion Eichstätt-Neuburg des Deutschen Alpenvereins der zweitgrößte Verein Eichstätts. Bisher größter Erfolg der Fußballsparte war der Gewinn der Bayerischen Amateurmeisterschaft 2019 und die damit einhergehende Qualifikation für den DFB-Pokal 2019/20.

## Gesamtverein
Der Verein wurde am 1. August 1920 von etwa 90 Mitgliedern des örtlichen Turnvereins gegründet. Am 14. Oktober 1920 erfolgte die Eintragung ins Vereinsregister beim Amtsgericht in Eichstätt. Gegründet wurde der Verein, nachdem der örtliche Turnverein keine Fußballabteilung einrichten wollte. So wurde hierfür mit dem VfB ein eigener Verein gegründet.
Die Vereinszeitschrift Sport Echo wurde erstmals in den 1960er Jahren verlegt.

## Fußballabteilung

### Erste Mannschaft
Die erste Mannschaft spielt in der Saison 2024/25 in der Bayernliga Nord. Der VfB Eichstätt ist damit nach dem FC Ingolstadt 04 der am zweithöchsten spielende Fußballverein der Planungsregion Ingolstadt.
Zum Trainerstab gehören Cheftrainer Dominic Rühl, Co-Trainer Florian Grau und Torwarttrainer Norbert Scheuerer.

#### Geschichte

##### 1920 bis 1956: Frühe Erfolge
Die Fußballabteilung bestritt ihr erstes Spiel am 31. Oktober 1920 gegen Eintracht Weißenburg. Am 19. Dezember folgte dann auch die Mitgliedschaft im Süddeutschen Fußballverband. An Verbandsspielen nahm die Mannschaft ab der Saison 1923/24 teil. Bis 1929 spielte man in der A-Klasse, stieg dann jedoch ab. Nach einer Saison Pause mangels eines geeigneten Spielortes (der noch heute genutzte VfB-Platz musste für Unterkünfte im Zuge der Altmühlregulierungsmaßnahmen herhalten) trat der VfB Eichstätt 1930/31 in der B-Klasse an. Durch den zweiten Platz am Saisonende gelang der sofortige Wiederaufstieg in die A-Klasse.
Die erste Jugendmannschaft wurde 1935 aufgestellt. Es handelte sich dabei um eine Schülermannschaft, die mit einer heutigen C-Jugend vergleichbar ist.
1936 gelang der Herrenmannschaft erstmals die Meisterschaft in der A-Klasse, jedoch nicht der Aufstieg in die Bezirksliga. Während des Zweiten Weltkrieges konnten mangels einer organisierten Fußballliga im Spielkreis Donau/Ilm nur Freundschaftsspiele ausgetragen werden.
Nach dem Krieg wurde der Verein 1945 vom Alliierten Kontrollrat wieder zugelassen, der Turnverein jedoch nicht. Aus diesem Grund schlossen sich viele zuvor im Turnverein Aktive dem VfB an. Ab 1946 konnten auch wieder Ligaspiele ausgetragen werden. 1948 stieg der Verein als Meister des Spielkreises Donau/Ilm in die damals drittklassige Oberbayerische Kreisliga Nord auf. Die Kreisligen wurden in Bayern 1949 durch die 2. Amateurliga (als Unterbau der 1. Amateurliga) ersetzt, welche in elf Staffeln aufgeteilt war. Eichstätt spielte in der Staffel Oberbayern A. Ab 1950 war die Liga durch die Einführung der II. Division nur noch viertklassig.

##### 1956 bis 1985: Wechselvolle Jahrzehnte in unterklassigen Ligen
1955/56 gab es einen Rückschlag zu verkraften: Die Mannschaft stieg aus der 2. Amateurliga Oberbayern in die A-Klasse Donau/Ilm ab und konnte im Jahr darauf nur knapp den erneuten Abstieg vermeiden. 1961 stieg man auch aus der A-Klasse ab, konnte jedoch schon ein Jahr später wieder in diese Liga zurückkehren.
Ein Höhepunkt war 1970 das Gastspiel des FC Bayern München anlässlich des 50-jährigen Vereinsjubiläums des VfB Eichstätt vor 5000 Zuschauern. Zu zwei weiteren Gastspielen des deutschen Rekordmeisters kam es 1984 und 2009. Auch bereits 1921 war der FC Bayern München in Eichstätt zu Gast.
Zwischen 1971 und 1973 existierte kurzzeitig auch eine Damenmannschaft.
Während der Olympischen Sommerspiele 1972 trat die Malaysische Fußballnationalmannschaft zu einem Testspiel gegen den VfB an und gewann 3:1.
1974 gelang unter Trainer Horst Blechinger als Meister der A-Klasse Donau/Ilm der Aufstieg in die zu diesem Zeitpunkt fünftklassige Bezirksliga Oberbayern-Nord. Bestes Ergebnis hier war der dritte Platz in der Saison 1976/77. Bereits eine Saison später musste der Verein dann wieder in die A-Klasse absteigen.

##### 1985 bis 2009: Abstieg in die unterste Spielklasse und mühsamer Weg zurück nach oben
| Saison  | Liga                        | Ebene | Platz |
| ------- | --------------------------- | ----- | ----- |
| 2002/03 | Bezirksliga Oberbayern Nord | VII   | 10    |
| 2003/04 | Bezirksliga Oberbayern Nord | VII   | 8     |
| 2004/05 | Bezirksliga Oberbayern Nord | VII   | 5     |
| 2005/06 | Bezirksliga Oberbayern Nord | VII   | 1     |
| 2006/07 | Bezirksoberliga Oberbayern  | VI    | 3     |
| 2007/08 | Bezirksoberliga Oberbayern  | VI    | 3     |
| 2008/09 | Bezirksoberliga Oberbayern  | VII   | 1     |
| 2009/10 | Landesliga Süd              | VI    | 01    |
| 2010/11 | Landesliga Süd              | VI    | 14    |
| 2011/12 | Landesliga Süd              | VI    | 4     |
| 1.      |                             |       |       |

1985 folgte der Abstieg in die B-Klasse, womit der sportliche Niedergang begann. Im Jahr darauf gelang zwar der Wiederaufstieg in die A-Klasse, man konnte sich dort aber nur bis 1990 halten. Ein Höhepunkt für die A-Jugend war 1989, als diese zu einem Freundschaftsspiel nach England gegen die U-18-Mannschaft des FC Liverpool eingeladen wurde.
1991 rutschte der VfB Eichstätt dann in die C-Klasse ab und war somit in der untersten Spielklasse angekommen. Auch trotz verschiedener Trainerwechsel (so war zeitweise auch der spätere Co-Trainer der georgischen Nationalmannschaft Herbert Zanker Cheftrainer des VfB) ging es sportlich kaum voran. Um den Verein wieder in den höherklassigen Fußball zu bringen, wurde zur Saison 1998/99 mit Franz Schreiner ein ehemaliger Profi der SpVgg Unterhaching als Spielertrainer verpflichtet. Unter dessen Führung gelangen innerhalb von drei Jahren zwei Aufstiege bis in die Kreisliga. Unter dem neuen Trainer Karl-Heinz Forster gelang 2002 dann auch der Aufstieg in die Bezirksliga Oberbayern Nord.
2005 übernahm Erich Hock die Mannschaft und leitete eine weitere Professionalisierung ein. Auf Anhieb gelang die Meisterschaft und damit der Aufstieg in die Bezirksoberliga Oberbayern. Eichstätt konnte nach dem Aufstieg gut mithalten und das erste Jahr in der neuen Liga wurde auf Platz 3 abgeschlossen. Zur Saison 2007/08 war angedacht, Alois Reinhardt als Cheftrainer und Nachfolger von Erich Hock zu verpflichten. Nachdem dieser jedoch ein Angebot als Trainer der A-Jugend des 1. FC Nürnberg bekam, sagte er dem VfB ab. Stattdessen wurde Sabahattin Koc neuer Trainer. Trotz eines erneuten dritten Platzes war sein Engagement aber schon nach einem Jahr wieder beendet. Erich Hock kam zurück und der VfB Eichstätt wurde auf Anhieb Meister der Bezirksoberliga. Somit spielte man 2009/10 erstmals in der Landesliga Süd.

##### 2009 bis 2012: Höhen und Tiefen in der Landesliga
Im ersten Jahr wurde man trotz Platz 1 in der Abschlusstabelle nur Vizemeister, nachdem man das Entscheidungsspiel um die Meisterschaft gegen den punktgleichen SV Heimstetten verloren hatte. Durch die verpasste Meisterschaft hatte man auch den direkten Aufstieg verpasst und musste in die Relegation zur Bayernliga, in der man gegen den 1. FC Schweinfurt 05 unterlag. Ein Höhepunkt im Jahr 2010 war das Gastspiel der kubanischen Fußballnationalmannschaft in Eichstätt.
Zur neuen Saison wurde Ralf Andresen verpflichtet, ebenfalls ein ehemaliger Profi der SpVgg Unterhaching. Die im Vorjahr dominierenden Eichstätter spielten nun eine katastrophale Saison und kämpften gegen den Abstieg. Andresen wurde schon nach kurzer Zeit wieder entlassen. Der zuvorige Co-Trainer Jürgen Steib übernahm den Trainerposten, unterstützt von Erich Hock als Sportlichem Leiter. Letztlich gelang der Klassenerhalt. In der Saison 2011/12 wurde die Mannschaft Vierter und stieg dank des erweiterten Aufstiegsrechts im Rahmen der Spielklassenreform des Bayerischen Fußball-Verbands in die Bayernliga auf.

##### 2012 bis 2017: Etablierung in der Oberliga
| Saison  | Liga            | Ebene | Platz |
| ------- | --------------- | ----- | ----- |
| 2012/13 | Bayernliga Süd  | V     | 9     |
| 2013/14 | Bayernliga Süd  | V     | 4     |
| 2014/15 | Bayernliga Süd  | V     | 13    |
| 2015/16 | Bayernliga Nord | V     | 2     |
| 2016/17 | Bayernliga Nord | V     | 1     |

In der ersten Bayernliga-Saison 2012/13 gelang ein neunter Platz; 2013/14 folgte Platz 4. Während der Saison 2014/15 übernahm Markus Mattes das Traineramt beim VfB Eichstätt von Jürgen Steib. Zu dieser Zeit war der Verein in der Bayernliga Süd in Abstiegsgefahr. Unter Mattes konnte die Mannschaft den Abstieg noch abwenden.
Bis einschließlich der Saison 2014/15 spielte der VfB Eichstätt in der Bayernliga Süd, ab der Saison 2015/16 in der Bayernliga Nord. Die erste Saison in der Nordstaffel schloss der VfB auf Platz 2 ab, verzichtete aber aus finanziellen Gründen auf das Aufstiegsrecht und nahm somit nicht an der Relegation zur Fußball-Regionalliga Bayern teil. In der Bayernliga-Saison 2016/17 gewann der Verein die Meisterschaft. Nachdem er diesmal auch die Lizenz für die nächsthöhere Liga beantragt hatte, stieg der VfB erstmals in die Regionalliga Bayern auf.

##### 2017 bis 2023: Aufstieg und überraschende Erfolge in der Regionalliga Bayern
| Saison  | Liga                | Ebene | Platz |
| ------- | ------------------- | ----- | ----- |
| 2017/18 | Regionalliga Bayern | IV    | 7     |
| 2018/19 | Regionalliga Bayern | IV    | 2     |
| 2019–21 | Regionalliga Bayern | IV    | 6     |
| 2021/22 | Regionalliga Bayern | IV    | 10    |
| 2022/23 | Regionalliga Bayern | IV    | 16    |

###### 2017/18
Im Zuge des Aufstiegs wurde mit Ernst Prost bzw. seinem Unternehmen Liqui Moly ein neuer Hauptsponsor gefunden; daher hieß das Stadion ab Juni 2017, zunächst für drei Jahre, Liqui-Moly-Stadion. Als Budget standen dem Verein für seine erste Regionalliga-Saison 150.000 Euro zur Verfügung, mit das kleinste Budget aller Regionalligisten.

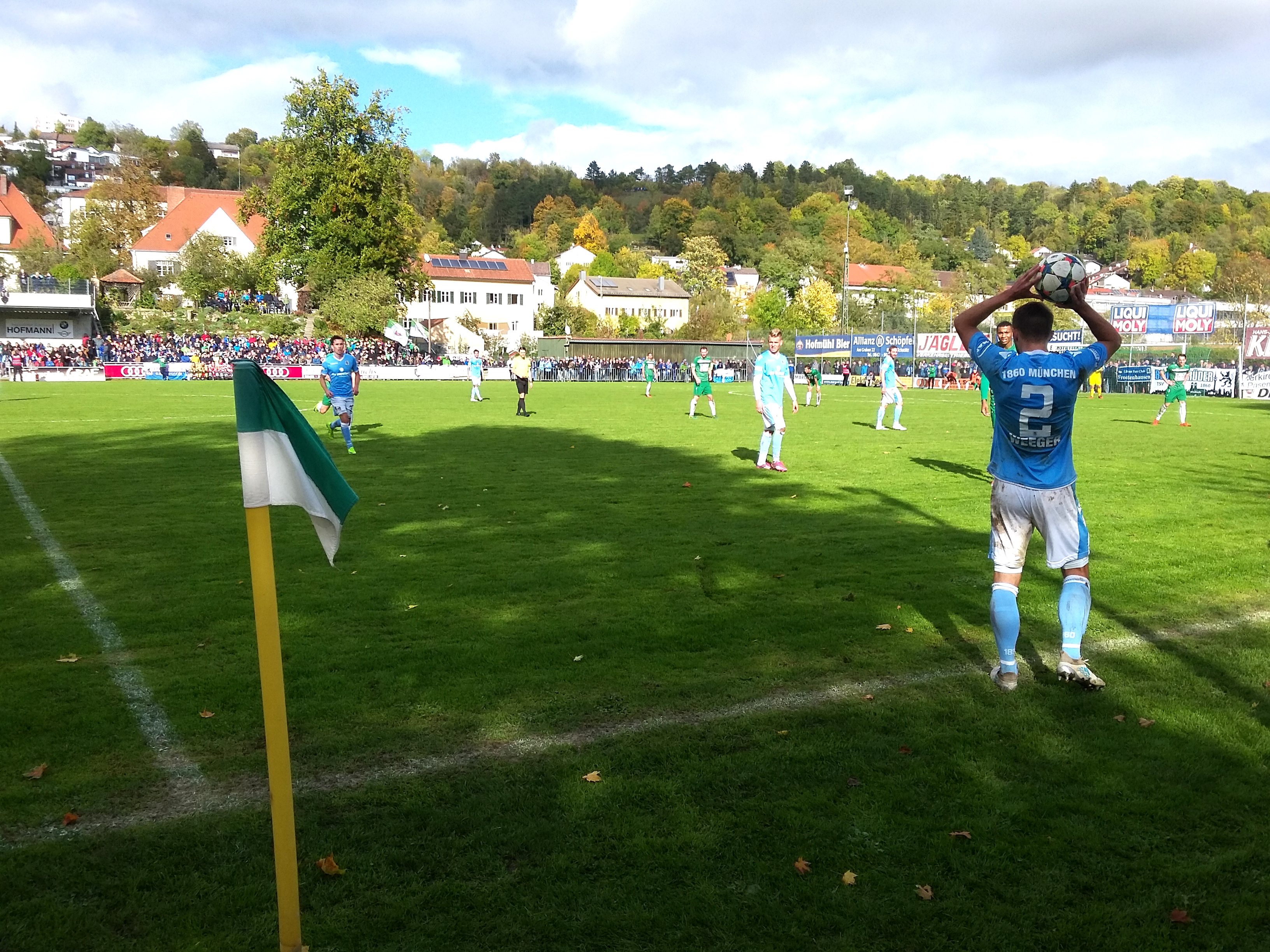
Spielszene aus dem Heimspiel in der Regionalliga Bayern gegen den TSV 1860 München (1:2) im Jahr 2017

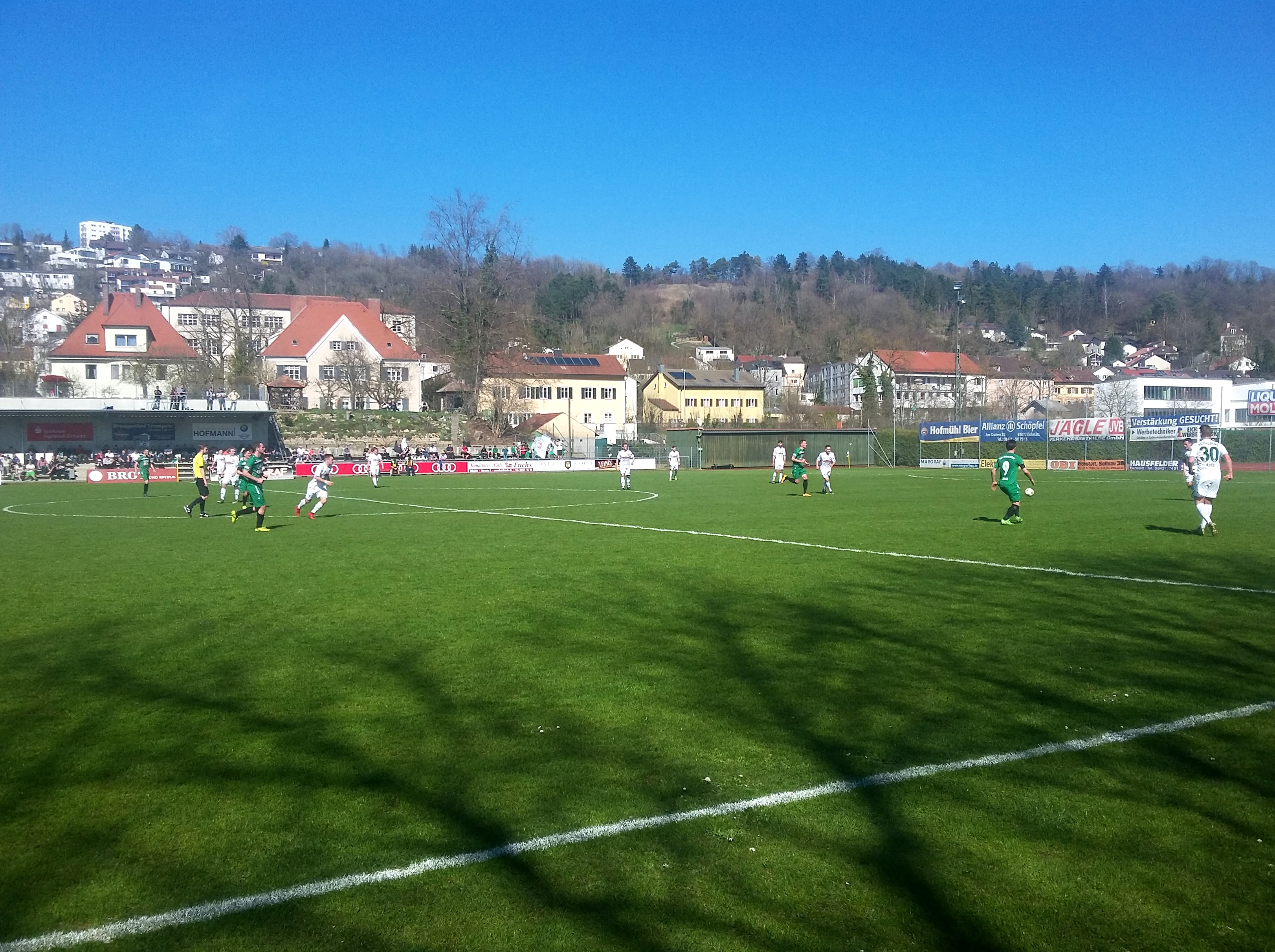
Spielszene aus dem Heimspiel in der Regionalliga Bayern gegen den SV Schalding-Heining (4:0) im Jahr 2018

In den ersten Spielen in der Regionalliga 2017/18 bewies die bis auf wenige Neuzugänge (u. a. kam Jonas Fries von der zweiten Mannschaft des 1. FC Nürnberg) kaum veränderte Mannschaft regelmäßig, dass sie im Abstiegskampf gut mithalten kann, und zeigte häufig sehr starke Leistungen. Jedoch fehlte oft das Glück im Angriff und in der Defensive, weshalb zahlreiche Punkte liegen gelassen wurden. Beispielhaft hierfür sind u. a. die Spiele gegen die zweite Mannschaft des FC Bayern München und gegen den TSV 1860 München, die beide trotz guter Leistungen noch knapp verloren gingen.
Im Oktober 2017 verpflichtete der Verein den ehemaligen Zweitligatorhüter Michael Gurski, der 2015 bereits seine aktive Karriere beendet hatte. Nachdem durch die langwierige Verletzung des Eichstätter Stammtorhüters Thomas Bauer ein personeller Engpass im Tor entstand, entschied sich der Verein dazu, einen weiteren Spieler auf dieser Position zu verpflichten. Der VfB konnte Gurski davon überzeugen, seine aktive Karriere wieder aufzunehmen. Er debütierte gleich beim ersten Spiel nach seinem Wechsel in der Startelf. Im November wurde der zu diesem Zeitpunkt vereinslose Panagiotis Iatrou verpflichtet, der bereits in der zweithöchsten Profiliga Griechenlands spielte. Zur Winterpause kam mit Kevin Kühnlein vom FC Amberg ein regionalligaerfahrener Innenverteidiger.
Die Rückrunde verlief deutlich erfolgreicher. Betrachtet man nur die Rückrunde, lag der VfB Eichstätt letztlich auf Platz 4 der Tabelle. Am 36. Spieltag konnte der Klassenerhalt durch einen 1:0-Erfolg gegen die zweite Mannschaft des FC Ingolstadt 04 vorzeitig gesichert werden. Am Ende der Saison belegte der Verein Platz 7 der Tabelle und war damit nach dem VfR Garching die zweitbeste Amateurmannschaft der Liga und bester Aufsteiger. Erfolgreichster Torschütze war Fabian Eberle mit 20 Saisontoren, womit er der dritterfolgreichste Torschütze der Liga war.
Mit insgesamt 16.078 Zuschauern bei den 18 Heimspielen und einem Zuschauerschnitt von 893 Besuchern pro Spiel lag der VfB auf Platz 10 des Zuschauerrankings. Dabei kamen drei Mal über 1000 Besucher ins Stadion. Gegen den TSV 1860 München war das Stadion das einzige Mal ausverkauft; es kamen 2830 Zuschauer (die Kapazität des Stadions wurde hierfür einmalig von den üblichen 2090 Plätzen auf 2830 erhöht). Das Auswärtsspiel gegen die SpVgg Bayreuth am 27. Spieltag, das mit 3:1 gewonnen werden konnte, wurde live auf Sport1 gezeigt; 60.000 Zuschauer (in der Spitze 120.000 Zuschauer) verfolgten das Spiel im Fernsehen.
Im Bayerischen Pokal 2017/18, für den man als Regionalligist automatisch qualifiziert war, gelang der Einzug ins Achtelfinale, wo man gegen den Ligakonkurrenten SpVgg Bayreuth erst im Elfmeterschießen scheiterte.

###### 2018/19

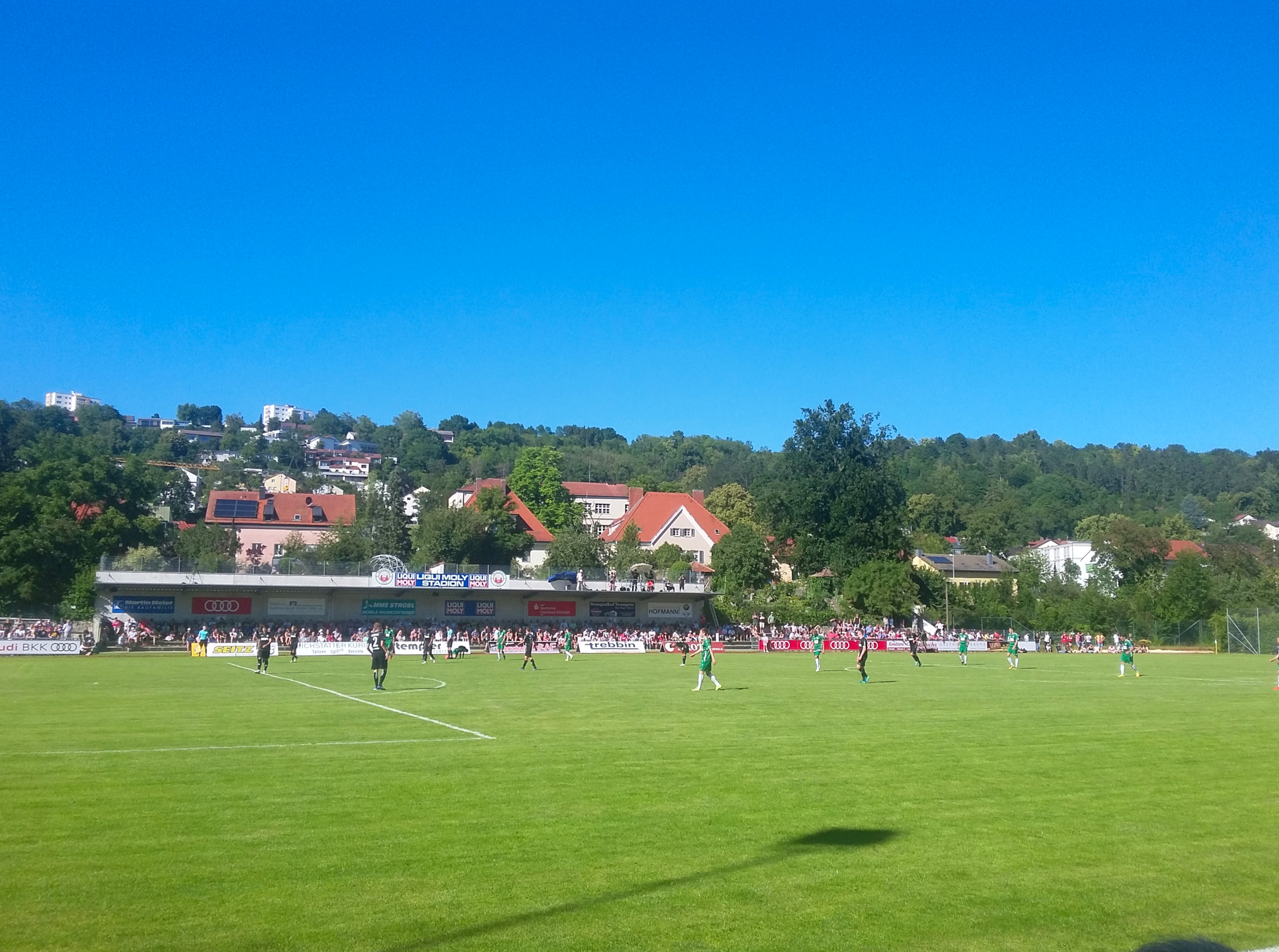
Spielszene aus dem Testspiel des VfB Eichstätt gegen den 1. FC Köln (2:5) am 1. Juli 2018

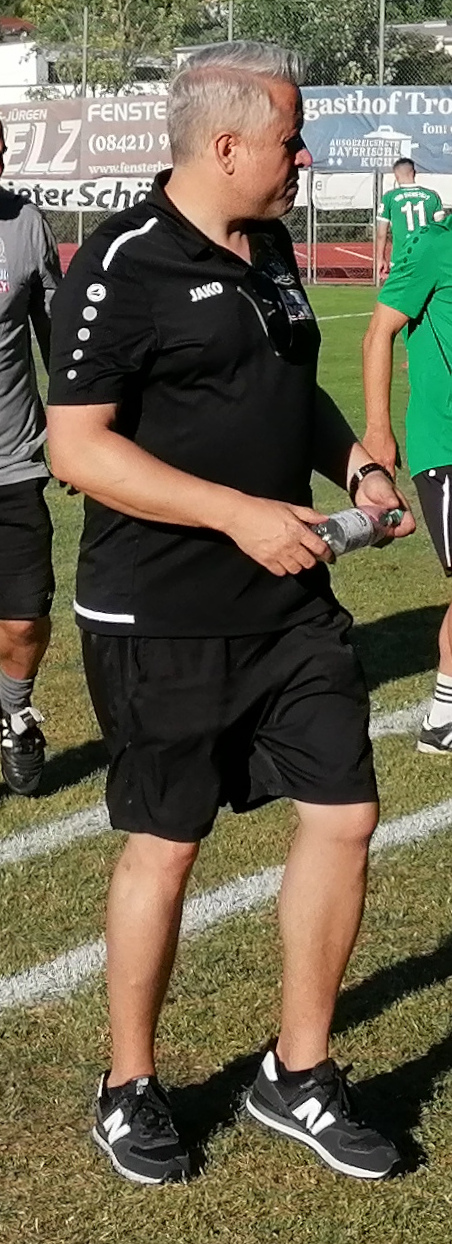
Markus Mattes, von 2014 bis 2023 Trainer beim VfB Eichstätt; unter seiner Führung gelang der Aufstieg in die Regionalliga Bayern sowie der Gewinn der Bayerischen Amateurmeisterschaft.

Zur Saison 2018/19 verließen u. a. die Stammtorhüter Jonas Herter und Michael Gurski sowie Kevin Kühnlein den Verein. Dafür kehrte Atdhedon Lushi vom FC Pipinsried zurück nach Eichstätt. Außerdem kamen Jonas Greth vom TV Aiglsbach, Jens Förtsch von der zweiten Mannschaft des FC Ingolstadt 04, Marcel Schelle vom SV Seligenporten sowie Mustafa Özhitay vom SSV Ulm 1846. Gegen Ende der Transferperiode wurde der vereinslose Ex-Profispieler des FC Ingolstadt, Michael Zant, als Ersatz für Markus Waffler verpflichtet, der ein Auslandssemester einlegte. Im September konnte des Weiteren der zu diesem Zeitpunkt vertragslose Außenverteidiger Markus Steinhöfer verpflichtet werden, der in der vorherigen Saison noch beim SV Darmstadt 98 in der 2. Bundesliga spielte. Zur Vorbereitung auf die neue Saison fanden u. a. Testspiele gegen den TSV 1860 München und den 1. FC Köln statt.
Der VfB Eichstätt bestritt zu Hause das Eröffnungsspiel der Saison gegen die zweite Mannschaft des FC Bayern München; das Spiel wurde auch live auf Sport1 übertragen und endete mit einem 5:1-Sieg der Gäste. In der Folge spielte das Team jedoch sehr erfolgreich und konnte sich zwischenzeitlich am 12. Spieltag bis auf Platz 3 in der Tabelle vorarbeiten. Am Ende der Hinrunde belegte der Verein Platz 2 in der Tabelle. Einer der Höhepunkte der Saison war der 3:0-Auswärtssieg gegen Tabellenführer FC Bayern München II am 18. Spieltag. Eine Woche später landete man nach einem 3:1-Sieg im Derby gegen die zweite Mannschaft des FC Ingolstadt sogar auf Platz 1. Zur Winterpause nach dem 22. Spieltag zog die zweite Mannschaft des FC Bayern München noch nach Punkten gleich und lag aufgrund der besseren Tordifferenz vor dem VfB Eichstätt, hatte allerdings auch zwei Spiele weniger absolviert. Dabei stellten beide Mannschaften gemeinsam mit jeweils 42 Toren die beste Offensive der Liga; der VfB lag außerdem nach 26 Gegentoren auf Platz 4 der Mannschaften mit der besten Defensive. Der VfB Eichstätt war zur Winterpause zudem das beste Heimteam und das drittbeste Auswärtsteam. Am 27. Spieltag konnten die Eichstätter durch einen 1:0-Sieg gegen den TSV Buchbach vorübergehend wieder die Tabellenführung erobern, nachdem Bayern II gegen die zweite Mannschaft des FC Augsburg verloren, allerdings auch ein Spiel weniger absolviert hatte. Bereits am 30. Spieltag konnte sich Eichstätt den Titel als Bayerischer Amateurmeister vorzeitig sichern, welcher zur Teilnahme am DFB-Pokal 2019/20 berechtigte. Am Ende der Saison belegte die Mannschaft Platz 2 in der Tabelle.
Mit insgesamt 15.863 Zuschauern bei den 17 Heimspielen und einem Zuschauerschnitt von 933 Besuchern pro Spiel lag der VfB auf Platz 4 des Zuschauerrankings. Dabei kamen dreimal über 1000 Besucher ins Stadion. Gegen die 2. Mannschaft des FC Bayern München war das Stadion das einzige Mal ausverkauft; es kamen 2800 Zuschauer (die Kapazität des Stadions wurde hierfür einmalig von den üblichen 2090 Plätzen auf 2800 erhöht).
In der Winterpause wurden mit Niklas Heyen und Christos Patsiouras zwei neue Torhüter verpflichtet. Mit Roussel Ngankam wurde im Februar 2019 bis zum Saisonende zudem prominenter Ersatz geholt für Yomi Scintu, der zum Bethlehen Steel FC, dem Farmteam des MLS-Franchises Philadelphia Union, in die USL Championship wechselte.
Im Bayerischen Pokal 2018/19 schied man bereits in der zweiten Runde gegen den Bayernligisten TSV 1896 Rain nach Elfmeterschießen aus.

###### 2019–21

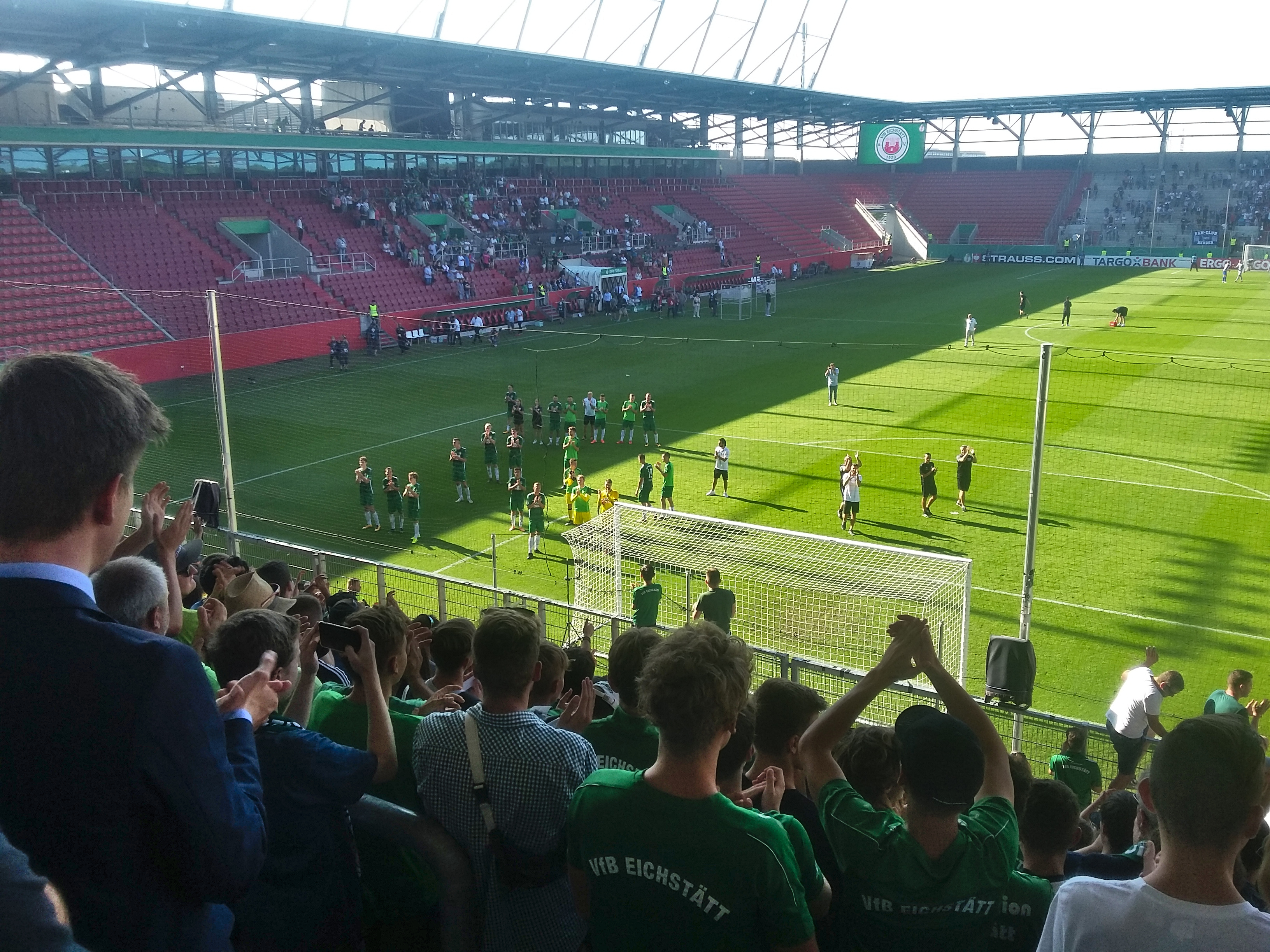
Spieler, Trainer und Betreuer des VfB Eichstätt bedanken sich bei den Heimfans nach dem Spiel der 1. Hauptrunde des DFB-Pokals 2019/20 im Audi-Sportpark zwischen dem VfB Eichstätt und Hertha BSC (1:5).

Der Kader musste deutlich umgebaut werden, nachdem diverse Spieler den Verein verließen, so auch zahlreiche wichtige Stützen wie Thomas Haas, Michael Zant (beide zu Türkgücü München), Marcel Schelle (zum VfB Lübeck), Markus Steinhöfer (Karriereende) und Mustafa Özhitay (vereinslos). Die Abgänge wurden v. a. mit Spielern aus der Regionalliga Bayern und unterklassigen Ligen kompensiert.
Im Landespokal 2019/20 schied Eichstätt bereits Anfang August 2019 in der ersten Hauptrunde gegen den Landesliga-Aufsteiger TV Aiglsbach mit 1:2 aus. Am Landespokal 2020/21 nahmen nach einer pandemiebedingten Änderung des Spielmodus zuerst keine Mannschaften aus der Regionalliga teil, womit auch Eichstätt nicht in diesem Wettbewerb vertreten war.
Bei der ersten Teilnahme des Vereins am DFB-Pokal im August 2019 verlor der VfB Eichstätt in der ersten Runde gegen Hertha BSC 1:5 und schied aus. Das Spiel musste aufgrund der hohen Auflagen des DFB im Ingolstädter Audi-Sportpark ausgetragen werden.
Zum Auftakt der Regionalliga-Saison 2019–21 gelang dem VfB ein 7:0-Erfolg gegen den SV Schalding-Heining. Seit dieser Saison ist Mattes der Trainer mit den meisten Spielen für den VfB Eichstätt. Die Saison war überschattet von der COVID-19-Pandemie, was ab März 2020 zur Unterbrechung der Liga führte. Nach einem Beschluss der in der Regionalliga Bayern vertretenen Vereine wurde die Liga nicht abgebrochen (so wie die vier übrigen Regionalligen), sondern im September fortgesetzt und sollte bis Frühjahr 2021 zu Ende gespielt werden. Türkgücü München wurde dabei vorzeitig zum Aufsteiger in die Dritte Liga erklärt und dessen Partien annulliert. Nach einer weiteren ungünstigen Entwicklung der Pandemielage musste die Saison aber schon Ende Oktober erneut unterbrochen werden. Im Mai 2021 wurde schließlich entschieden, die Saison komplett abzubrechen. Der VfB schloss die Saison somit nach 27 Spielen mit 37 Punkten bzw. einem Punkteschnitt von 1,42 nach Anwendung der Quotientenregelung auf Platz sechs ab. Fabian Eberle wurde gemeinsam mit Lukas Riglewski (SV Heimstetten) mit 16 Toren Torschützenkönig. Mit insgesamt 8.166 Zuschauern bei den 14 Heimspielen und einem Zuschauerschnitt von 583 Besuchern pro Spiel lag der VfB auf Platz 9 des Zuschauerrankings. Dabei ist allerdings zu beachten, dass ein Teil der Saison pandemiebedingt nur mit einem stark beschränkten Zuschauerkontingent absolviert werden konnte.
Um die Spielzeit aufzufüllen, trug der Bayerische Fußballverband einmalig den Ligapokal aus, der ebenfalls im September 2020 noch vor Wiederaufnahme des Ligaspielbetriebs begann. Der Sieger dieses Wettbewerbs qualifizierte sich für den DFB-Pokal 2021/22. Der VfB Eichstätt wurde in die Gruppe Nordost eingeteilt zusammen mit der SpVgg Bayreuth und der zweiten Mannschaft des 1. FC Nürnberg. Nachdem auch dieser Wettbewerb pandemiebedingt lange Zeit unterbrochen werden musste, wurde schließlich die Gruppenphase vorzeitig für beendet erklärt. Nach einem Sieg gegen Nürnberg und einem Unentschieden gegen Bayreuth war Eichstätt somit etwas überraschend Gruppensieger und für die Finalrunde qualifiziert. In dieser traf das Team im Viertelfinale auf den 1. FC Schweinfurt 05. Durch einen Sieg über Schweinfurt gelang der Einzug ins Halbfinale, wo Eichstätt auf den TSV Buchbach traf. Nachdem auch dieses Spiel gewonnen werden konnte, trat Eichstätt schließlich im Finale gegen die SpVgg Bayreuth an, verlor am Ende jedoch. Durch die Niederlage im Finale qualifizierte sich Eichstätt jedoch für das Viertelfinale des Bayerischen Toto-Pokals 2020/21, wo man Wacker Burghausen besiegte, im Halbfinale aber schließlich am FV Illertissen scheiterte. Der Sieger des Toto-Pokals ist ebenfalls für den DFB-Pokal spielberechtigt.
Im Juli 2020 gab Kapitän Benjamin Schmidramsl kurz vor seinem 34. Geburtstag sein sofortiges Karriereende bekannt. Er gehörte seine gesamte Karriere über dem VfB Eichstätt an.
Im Sommer 2020 vereinbarten der VfB Eichstätt und der FC Ingolstadt 04 eine enge Kooperation, insbesondere im Jugendbereich. Eichstätt wird Partnerverein und Perspektivteam-Standort des FC Ingolstadt 04.

###### 2021/22
Zur Saison 2021/22 musste der Kader sogar noch umfassender umgebaut werden als zur Vorsaison. Neben Benjamin Schmidramsl, der bereits im Lauf der Vorsaison seine Karriere beendete, gab auch Toptorjäger Fabian Eberle seinen Abschied nach Ende der Saison 2019–21 bekannt. Auch zahlreiche weitere Leistungsträger wie Atdhedon Lushi, Jakob Zitzelsberger und Lucas Schraufstetter verließen den Verein und wechseln zum Aufsteiger FC Pipinsried. Im Falle von Dominik Wolfsteiner führte dies zu großen Unstimmigkeiten, da er eigentlich bereits einen neuen Vertrag in Eichstätt unterschrieben hatte. Der Umbruch glückte jedoch und dem Team gelang ein sehr erfolgreicher Saisonstart mit 13 Punkten aus den ersten sechs Spielen und dem zwischenzeitlichen Erreichen von Platz 2 in der Tabelle. Letztlich schloss die Mannschaft auch aufgrund zahlreicher verletzungsbedingter Ausfälle auf Platz 10 ab.
Im Bayerischen Toto-Pokal 2021/22 trat der VfB Eichstätt beim Spiel der ersten Hauptrunde gegen den TSV 1874 Kottern nicht an und schied somit ohne ein einziges Spiel zu absolvieren aus dem Wettbewerb aus. Grund für den Nichtantritt war das Fehlen zahlreicher Spieler, womit keine wettkampftaugliche Mannschaft hätte aufgeboten werden können.

###### 2022/23
Nach dem erneuten Klassenerhalt in der Vorsaison spielt der Verein 2022/23 seine fünfte Regionalliga-Saison in Folge. Ein größerer Umbau der Mannschaft war dieses Mal nicht vonnöten, da nur wenige Leistungsträger die Mannschaft verließen. Stattdessen kehrten mit Dominik Wolfsteiner, der ein Jahr zuvor das Team im Streit verlassen hatte, und Sturm-Ikone Fabian Eberle zwei wichtige Stützen der vergangenen Jahre zum VfB zurück. Außerdem gelang es durch weitere Neuzugänge, die im Vorjahr dünne Personaldecke zu stärken. Aufsehen erregte auch, dass sich während der Saisonvorbereitung der zu diesem Zeitpunkt vereinslose Caiuby in Eichstätt fit hielt und beim Testspiel gegen seinen Ex-Verein FC Augsburg sogar auflaufen durfte. Dies nährte Spekulationen, dass der Ex-Bundesligaspieler an die Altmühl wechseln könnte. Der VfB machte jedoch klar, dass eine Verpflichtung des Spielers unrealistisch sei. Schließlich wurde Caiuby kurz darauf wegen mutmaßlicher Körperverletzung in Untersuchungshaft genommen, womit ein Wechsel endgültig ausschied.
In der Liga geriet der Verein schon recht früh in den Abstiegskampf. Im Bayerischen Toto-Pokal lief es hingegen um einiges besser und es gelang gar der Einzug ins Viertelfinale, wo man jedoch schließlich am FC Ingolstadt knapp im Elfmeterschießen scheiterte. Im Januar 2023 wurde die Trennung von Cheftrainer Markus Mattes nach der Saison bekannt gegeben. Sein Nachfolger soll Dominic Rühl vom Bayernligisten ASV Neumarkt werden. Am 8. Mai 2023 trat dann jedoch Mattes vorzeitig zurück. Als Interimstrainer für die restlichen Spiele wurde Mattes’ Vorgänger Jürgen Steib verpflichtet. Nach zwischenzeitlichen Erfolgsphasen schloss das Team die Saison auf einem Abstiegsrelegationsplatz ab. Dort traf das Team auf den FC Memmingen. Nach einem 1:0-Sieg im Hinspiel ging das Rückspiel zu Hause mit 1:4 verloren. Diese Niederlage bedeutete den Abstieg in die Bayernliga und somit auch das Ende der Zeit in der Regionalliga.

##### 2023 bis 2025: Wieder zurück in der Bayernliga
| Saison  | Liga            | Ebene | Platz |
| ------- | --------------- | ----- | ----- |
| 2023/24 | Bayernliga Nord | V     | 2     |
| 2024/25 | Bayernliga Nord | V     | 1     |

Bereits im Laufe der Saison 2022/23 stand fest, dass es einen größeren Umbruch im Kader geben würde, da langjährige Leistungsträger wie u. a. Philipp Federl und Sebastian Graßl ihren Abschied vom Verein zur folgenden Saison bekannt gaben. Zu den Abgängen gehörte ebenso Julian Kügel, der zum FC Ingolstadt wechselte und dort auf Anhieb zum Profispieler mit regelmäßigen Einsätzen in der Dritten Liga wurde. Auch die Neubesetzung des Traineramtes wurde bereits frühzeitig bekannt gegeben. Für Markus Mattes bzw. den zwischenzeitlich als Interimstrainer zurückgekehrten Jürgen Steib wurde zur neuen Saison Dominic Rühl als Cheftrainer verpflichtet. Schließlich kam auch noch der Abstieg aus der Regionalliga hinzu, womit der VfB Eichstätt nach fünf Saisons in der höchsten bayerischen Spielklasse nun in die Bayernliga zurückkehrte.
Nach anfänglich etwas schwierigem Start wurde der Absteiger bald seiner Favoritenrolle gerecht und belegte bald die Tabellenspitze in der Bayernliga Nord. Dieser Platz konnte lange Zeit gehalten werden, jedoch ließ die Leistung in der Endphase der Saison nach. Nachdem der VfB zwischenzeitlich auf Platz drei abgerutscht war, gelang am letzten Spieltag doch noch der Sprung auf Platz zwei und damit die Qualifikation zur Aufstiegsrelegation. In dieser spielte man gegen die beiden Regionalligisten TSV Buchbach und FC Eintracht Bamberg. Beide Spiele endeten unentschieden, das ergänzende Elfmeterschießen wurde jedoch jeweils verloren. Am letzten Spieltag der Relegation genügte Bamberg und Buchbach in ihrem Aufeinandertreffen daher ein Unentschieden, wozu es dann auch kam. Somit konnte sich Eichstätt nicht aus eigener Kraft für die Regionalliga qualifizieren, hatte aber noch eine weitere Chance, denn sollten die Würzburger Kickers den Aufstieg von der Regionalliga Bayern in die Dritte Liga schaffen, wäre Eichstätt doch aufgestiegen. Das Relegationsspiel gegen die zweite Mannschaft von Hannover 96 verlor Würzburg jedoch nach Elfmeterschießen, womit der Eichstätter Verbleib in der Bayernliga nun endgültig war. Im Toto-Pokal 2023/24 schied man bereits in der 1. Hauptrunde nach Elfmeterschießen gegen den Siebtligisten SV Manching aus.
Auch in der Saison 2024/25 wurde Eichstätt seinem Favoritenstatus gerecht und kämpfte die ganze Zeit über um die Meisterschaft und den Aufstieg (zumeist als Tabellenführer). Durch einen 4:1-Sieg am letzten Spieltag auswärts gegen den TSV Abtswind gelang es schließlich, Platz 1 abzusichern und damit nach zwei Jahren in die Regionalliga zurückzukehren. Bereits zur Winterpause stand jedoch fest, dass Erfolgstrainer Domic Rühl den Verein verlassen muss, nachdem der VfB sich zukünftig regionaler aufstellen wolle. Im Toto-Pokal 2024/25 schied der Verein abermals bereits in der 1. Hauptrunde nach Elfmeterschießen aus, dieses Mal gegen den Sechstligisten TSV Aindling.

##### 2025: Erneuter Aufstieg in die Regionalliga
Nach dem erneuten Aufstieg spielt das Team in der Saison 2025/26 wieder in der Regionalliga Bayern. Neuer Trainer wurde der ehemalige VfB-Spieler und frühere Co-Trainer Dominik Betz. Mit dem lokalen Eichstätter Technologieunternehmen Hirsch wurde zudem ein neuer Haupt- und Stadionsponsor gefunden; das Stadion trägt nun den Namen Hirsch-Sportpark.

#### Erfolge

##### Meisterschaften
- Meister der C-Klasse: 1999
- Meister der B-Klasse: 2000
- Meister der A-Klasse: 1936, 1948
- Meister der Kreisliga: 1974, 2002
- Meister der Bezirksliga: 2006
- Meister der Bezirksoberliga: 2009
- Meister der Bayernliga Nord: 2017, 2025

##### Aufstiege
- Aufstieg in die Kreisliga Oberbayern Nord/2. Amateurliga Bayern: 1948
- Aufstieg in die Kreisliga Donau/Isar: 1999
- Aufstieg in die Bezirksliga Oberbayern-Nord: 1974, 2002
- Aufstieg in die Bezirksoberliga Oberbayern: 2006
- Aufstieg in die Landesliga Bayern Süd: 2009
- Aufstieg in die Bayernliga: 2012
- Aufstieg in die Regionalliga Bayern: 2017, 2025

##### Weiteres
- Bayerischer Amateurmeister 2019
- Teilnahme am DFB-Pokal 2019/20
- Finalist im Bayerischen Ligapokal 2021

#### Eigenvermarktung
Der Verein versucht sich, wie im höherklassigen Fußball üblich, auf verschiedenen Wegen selbst zu vermarkten. Teil des Selbstverständnisses wurde hierbei der Spitzname „Die Jungs“, welcher den besonderen Teamzusammenhalt symbolisieren soll und durch ein eigenes Logo präsentiert wird. Nach dem Aufstieg in die Regionalliga wurde diese Vermarktungsstrategie ergänzt durch den Spruch „gekommen um zu bleiben“. Weitere Werbesprüche sind „never give up“ und „nie ohne mein Team“.
Neben dem regulären Vereinswappen existiert zudem ein weiteres Logo, das für Marketingzwecke verwendet wird und von einigen Spielern selbst entworfen wurde.
Teil der PR-Strategie nach dem Regionalligaaufstieg ist auch ein ausgebautes Fanartikelangebot. Bereits in der Oberliga begann man zudem damit, soziale Netzwerke intensiv zu nutzen. In Kooperation mit dem örtlichen Verkehrsunternehmen Jägle Verkehrsbetriebe wurde 2016 außerdem ein eigener Mannschaftsbus in den Teamfarben und aufgeklebten Sponsorenlogos angeschafft, der außerhalb der Spieltage im normalen Linienbetrieb eingesetzt wird.
Die Stadionzeitschrift heißt Anstoss und wird bei jedem Heimspiel kostenlos verteilt.
Als Einlaufmusik wird Heart of Courage von Two Steps from Hell verwendet. Von zwei Schulklassen wurde 2019 eine Vereinshymne komponiert welche inzwischen auch vom Verein offiziell verwendet wird. Ein Instrumental-Jingle dieser dient auch ab und zu als Torhymne; in dieser Funktion wird allerdings auch das Lied Seven Nation Army von The White Stripes genutzt.

#### Sponsoren

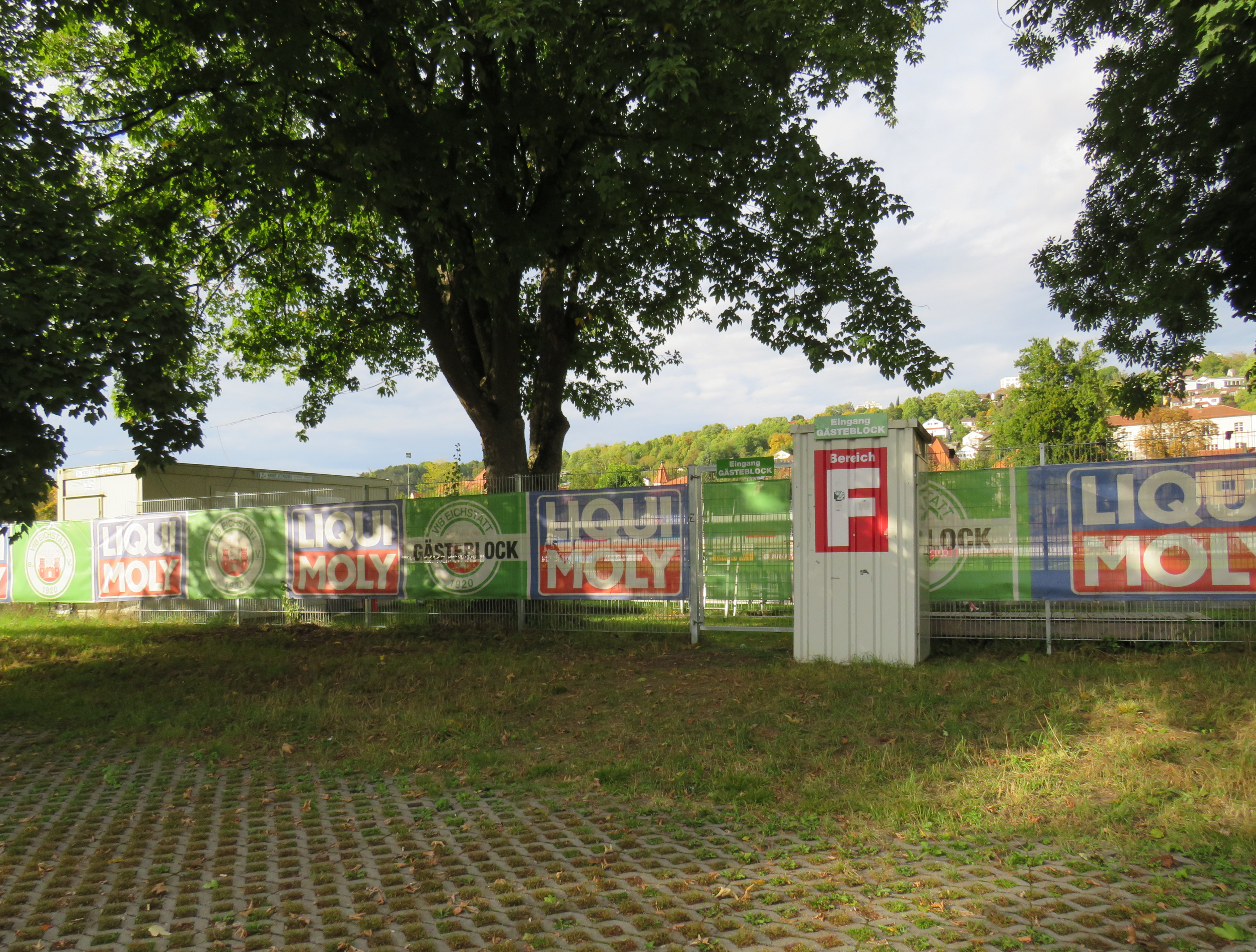
Eingang zum Gästeblock des Liqui-Moly-Stadions; gut zu erkennen sind die Werbebanner des Hauptsponsors.

Hauptsponsor ist seit der Spielzeit 2025/26 das Eichstätter Technologie-Unternehmen Hirsch, das auch als Namensgeber des Stadions auftritt. Trikotsponsor ist seit derselben Spielzeit die Bäckerei-Kette Sipl. Weitere Sponsoren sind u. a. Audi, Privatbrauerei Hofmühl, Continental AG, Gunvor, Sparkasse Ingolstadt Eichstätt und Volksbank Raiffeisenbank Bayern Mitte. Ausrüster ist die Firma Jako.

#### Zuschauer und Fankultur
Durch den Aufstieg in die Regionalliga vergrößerte sich die Fanszene. Diese besteht jedoch auch weiterhin überwiegend aus alteingesessenen Eichstättern sowie Studenten. Eine organisierte Fanszene ist praktisch nicht vorhanden, es gibt jedoch einige langjährige Anhänger, welche die Mannschaft auch bereits in den Zeiten des niederklassigen Fußballs unterstützten. Ein kleiner Fanclub mit dem Namen Green White Unity hat sich 2019 gebildet, dieser besteht überwiegend aus jungen Anhängern, die das Team während den Spielen besonders anfeuern.
Zu Bayernliga-Zeiten vor dem Aufstieg in die Regionalliga sahen die Heimspiele des VfB Eichstätt im Schnitt zwischen 300 und 360 Personen. Im Aufstiegsjahr begann eine kleine Euphorie um den Verein, womit die Zuschauerzahlen auf im Schnitt knapp 500 Personen anwuchsen. In den ersten beiden Regionalliga-Jahren hatte das Team schließlich einen Zuschauerschnitt von um die 900 Personen. In der Saison 2019–21 fiel diese Zahl aber wieder auf 583 ab. Der vereinseigene Zuschauerrekord in der Regionalliga Bayern wurde beim Spiel gegen den TSV 1860 München (1:2) in der Saison 2017/18 aufgestellt: Mit 2830 Zuschauern (die Kapazität des Stadions wurde hierfür einmalig erhöht) war das Stadion ausverkauft. Fast genauso viele Personen sahen zudem das Spiel gegen die 2. Mannschaft des FC Bayern in der Saison 2018/19; hier kamen 2800 Zuschauer ins Stadion, das abermals ausverkauft war. Davon abgesehen kamen nur wenige weitere Male mehr als 1000 Zuschauer zu einem Regionalligaheimspiel des VfB Eichstätt.
| Saison                      | Zuschauerschnitt |
| --------------------------- | ---------------- |
| Bayernliga Süd 2012/13      | 361              |
| Bayernliga Süd 2013/14      | 302              |
| Bayernliga Süd 2014/15      | 293              |
| Bayernliga Nord 2015/16     | 346              |
| Bayernliga Nord 2016/17     | 493              |
| Regionalliga Bayern 2017/18 | 893              |
| Regionalliga Bayern 2018/19 | 933              |
| Regionalliga Bayern 2019–21 | 583              |
| Regionalliga Bayern 2021/22 | 453              |
| Regionalliga Bayern 2022/23 | 531              |
| Bayernliga Nord 2023/24     | 376              |
| Bayernliga Nord 2024/25     | 445              |

(Stand: Saisonende 2024/25; 17. Mai 2025)

### Weitere Teams
Die Fußballabteilung umfasst neben der ersten Mannschaft auch noch eine zweite Mannschaft sowie diverse Jugendteams. Außerdem gibt es seit 2024 auch eine Inklusionsmannschaft.

#### Zweite Mannschaft
Die zweite Mannschaft des VfB Eichstätt spielt in der Saison 2024/25 in der Bezirksliga Oberbayern Nord. 2017/18 war sie als Meister der Kreisliga 1 – Donau/Isar aufgestiegen.

#### Jugend
Im Jugendbereich stellt der Verein seit 1. Juli 2018 in beinahe allen Altersklassen eigenständige Mannschaften, derzeit von der U19 bis zur U8. Die U19 spielt in der Saison 2019/20 in der Bezirksoberliga Oberbayern.
Zwischen 2008 und 2018 stellte der Verein nur für die U9 und die U11 jeweils eigenständige Mannschaften. Der restliche Nachwuchs (U19, U17, U15 und U13) war in der Junioren-Fördergemeinschaft (JFG) Region Eichstätt organisiert, der auch noch die DJK Eichstätt, der FC Türkgücü Eichstätt und die DJK Preith angehörten. Aufgrund dieser besonderen Situation musste der VfB Eichstätt nach dem Aufstieg in die Regionalliga eine Strafe in Höhe von 3000 Euro an den Bayerischen Fußballverband zahlen, da dieser bei allen Mannschaften in seiner höchsten Spielklasse mindestens drei eigenständige Jugendmannschaften, darunter mindestens eine A- und eine B-Jugendmannschaft, voraussetzt. Um den Anforderungen des Verbandes gerecht zu werden, wurde zum 1. Juli 2018 die JFG aufgelöst; die betreffenden Mannschaften treten nun als VfB Eichstätt in den Wettbewerben an.
Die Jugendabteilung war in der Vergangenheit sportlich erfolgreich und wurde mehrmals mit verschiedenen Preisen bedacht, so u. a. mit der Sepp-Herberger-Urkunde des Bayerischen Fußballverbandes und im Jahr 2000 mit dem DFB-Ehrenamtspreis für den Jugendleiter Fred Pfaller.
Mit dem Heiner-Zieglwalner-Cup veranstaltet der Verein jedes Jahr im Winter ein Hallenturnier für Jugendmannschaften mit überregionalem Teilnehmerfeld.
Der VfB Eichstätt ist Perspektivteam-Standort des FC Ingolstadt 04.

## Weitere Abteilungen

### Gegenwärtig existierende Abteilungen
Gegenwärtig existieren neben der Fußballabteilung auch noch Sparten für Turnen/Gymnastik, Volleyball, Badminton, Faustball und Quadball (Eichstätt Blizzards).
Die Volleyballabteilung besteht aus einer Damenmannschaft, einer Jugendabteilung für Mädchen, einer Mixed-Mannschaft und einer Freizeitmannschaft. Das Damenteam stieg nach dem Gewinn der Meisterschaft in der Covid-19-bedingt abgebrochenen Spielzeit 2019/2020 aus der Bezirksliga West in die Landesliga Süd-West auf. Nach zwei Abstiegen in Folge spielt das Team in der Saison 2024/25 in der Bezirksklasse.
Badminton wird nicht im Rahmen eines Ligabetriebs, sondern als reiner Freizeitsport betrieben. Ähnlich verhält es sich mit der Turn-Abteilung.
Historisch existierten auch Abteilungen für Tischtennis, Tennis, Leichtathletik, Schach, Fechten, Judo, Skisport, Stockschießen, Handball, Einrad und Aerobic sowie eine Freizeitsportgruppe.

### Geschichte der weiteren Abteilungen
Der Verein wurde ursprünglich v. a. als Fußballverein gegründet. Ein Jahr nach der Vereinsgründung kam eine Leichtathletik-Abteilung hinzu und wenig später auch eine Abteilung für Faustball. Ab 1935 wurde auch Tischtennis gespielt; 1950 wurde hierfür auch eine heute nicht mehr existente Abteilung eingerichtet. Diese war zeitweise in der Bayernliga aktiv. 1949 wurde eine Tennisabteilung gegründet. Aber bereits 1961 wurde diese selbständig. Es handelt sich dabei um den noch heute bestehenden TC Rot/Weiß Eichstätt. Im Jahr 1951 wurde der Verein abermals um eine Abteilung erweitert: Der Schachclub Eichstätt schloss sich dem VfB an. In der Gegenwart existiert diese Abteilung jedoch nicht mehr.
Die Handballabteilung wurde 1953 gegründet; eine Damenmannschaft bestand jedoch bereits vor dem Zweiten Weltkrieg. Im Jahr darauf kamen noch Abteilungen für Fechten und Judo hinzu. Die Fechter waren recht erfolgreich, so wurden sie beispielsweise 1956 bayerischer Mannschaftsmeister im Florettfechten. Ab 1957 stand die städtische Turnhalle dem Verein nicht mehr zur Verfügung, nachdem diese an Triumph International vermietet worden war. Infolgedessen wechselten die Abteilungen für Fechten (September 1960), Tischtennis und Handball zum Polizeisportverein. Judo wird im Verein mittlerweile ebenfalls nicht mehr angeboten.
Von 1973 bis Anfang der 1980er Jahre verfügte der Verein auch über eine Abteilung für Asphalt-Stockschießen. Zur Zeit der Olympischen Sommerspiele 1972 kam die noch heute bestehende Volleyballabteilung hinzu. 1983 wurde eine inzwischen nicht mehr existierende Aerobicsparte gegründet.

## Sportstätten und Vereinsheim

### Hirsch-Sportpark

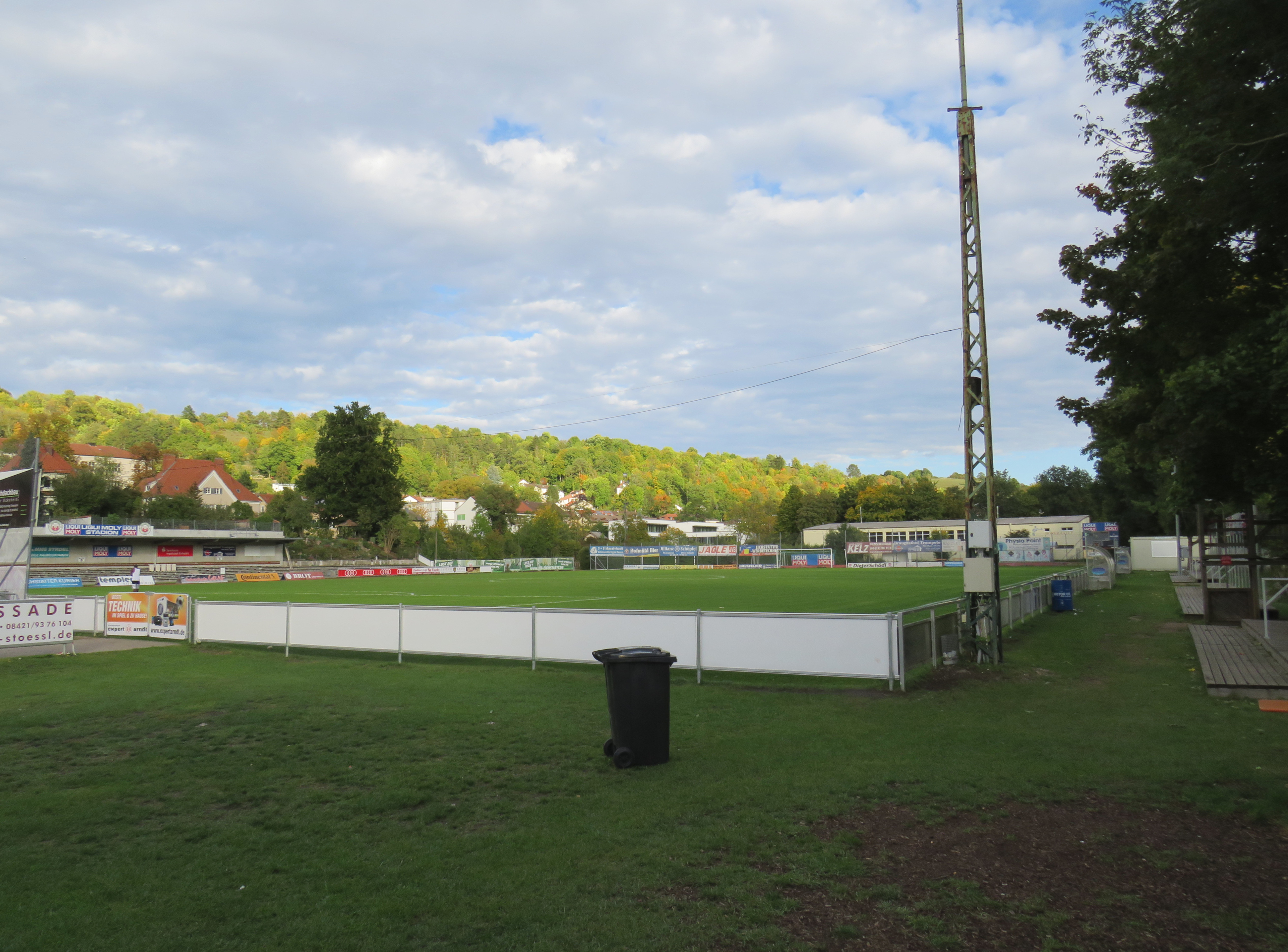
Der Hirsch-Sportpark in Eichstätt

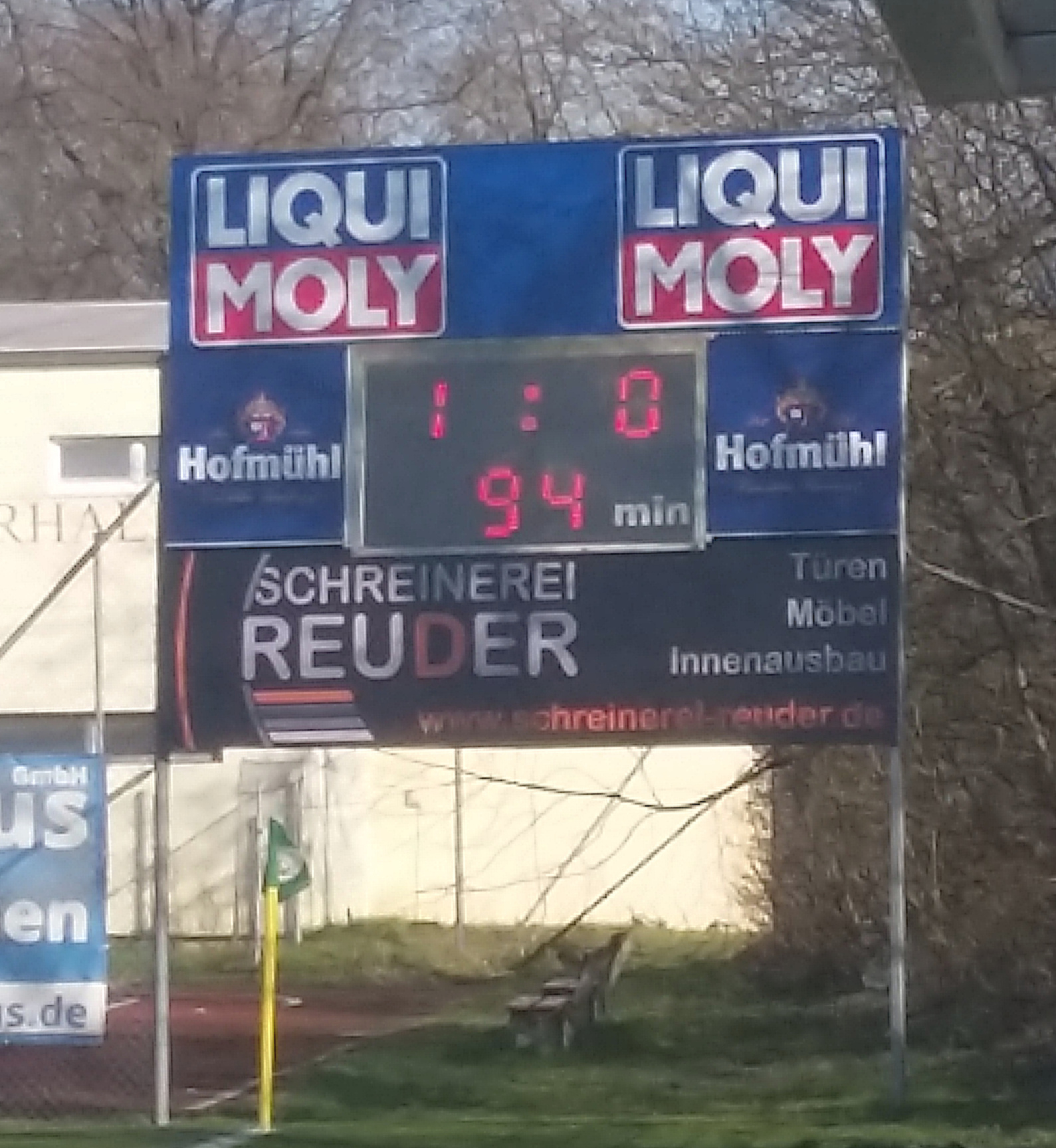
Die Anzeigetafel im Liqui-Moly-Stadion nach dem Spiel der Fußball-Regionalliga Bayern zwischen dem VfB Eichstätt und dem TSV Buchbach (1:0) am 30. März 2019

Seine Heimspiele trägt der Verein im Hirsch-Sportpark aus. Es wurde ursprünglich im Zuge der Vereinsgründung 1920 als einfacher Fußballplatz auf einer Wiese gegenüber der Aumühle und in der Nähe der alten östlichen Begrenzung des Hofgartens angelegt. Der Platz wurde nach dem Zweiten Weltkrieg erneuert und 1946 feierlich wiedereröffnet. 1968 wurde die Flutlichtanlage und die Lautsprecheranlage errichtet. Bis zur Saison 1989 wurden die leichtathletischen Sportanlagen ausgebaut. Das Stadiongrundstück ist im Besitz des Vereins.
Von Sommer 2017 bis Sommer 2025 war das Stadion nach dem Hauptsponsor Liqui Moly benannt. Zuvor war es nach dem vorherigen Hauptsponsor Westpark benannt. Nach dem Ende des Sponsoring-Engagements von Liqui Moly wurde das lokale Eichstätter Unternehmen Hirsch neuer Stadionsponsor.
Um den Anforderungen des Bayerischen Fußball-Verbands für die Regionalliga gerecht zu werden, musste das Stadion mehrmals umgebaut werden, so u. a. für die Saison 2017/18 sowie für die Saison 2025/26.
Bei Ligaspielen hat das Stadion ein maximales Fassungsvermögen von 2090 Plätzen. Beim Freundschaftsspiel gegen den 1. FC Nürnberg am 27. Juni 2017 sahen jedoch 3.800 Menschen das Spiel, was einen neuen Zuschauerrekord für das Stadion bedeutete. Das Spiel endete 1:2 (1:0). Für das Ligaspiel gegen den TSV 1860 München am 3. Oktober 2017 wurde die Kapazität des Stadions einmalig auf 2830 Plätze erhöht. Auch beim Auftaktspiel der Regionalliga Bayern 2018/19 gegen die zweite Mannschaft des FC Bayern München wurde die Kapazität einmalig erhöht; es kamen 2800 Zuschauer ins Stadion.

### Kunstrasenplatz Schottenau

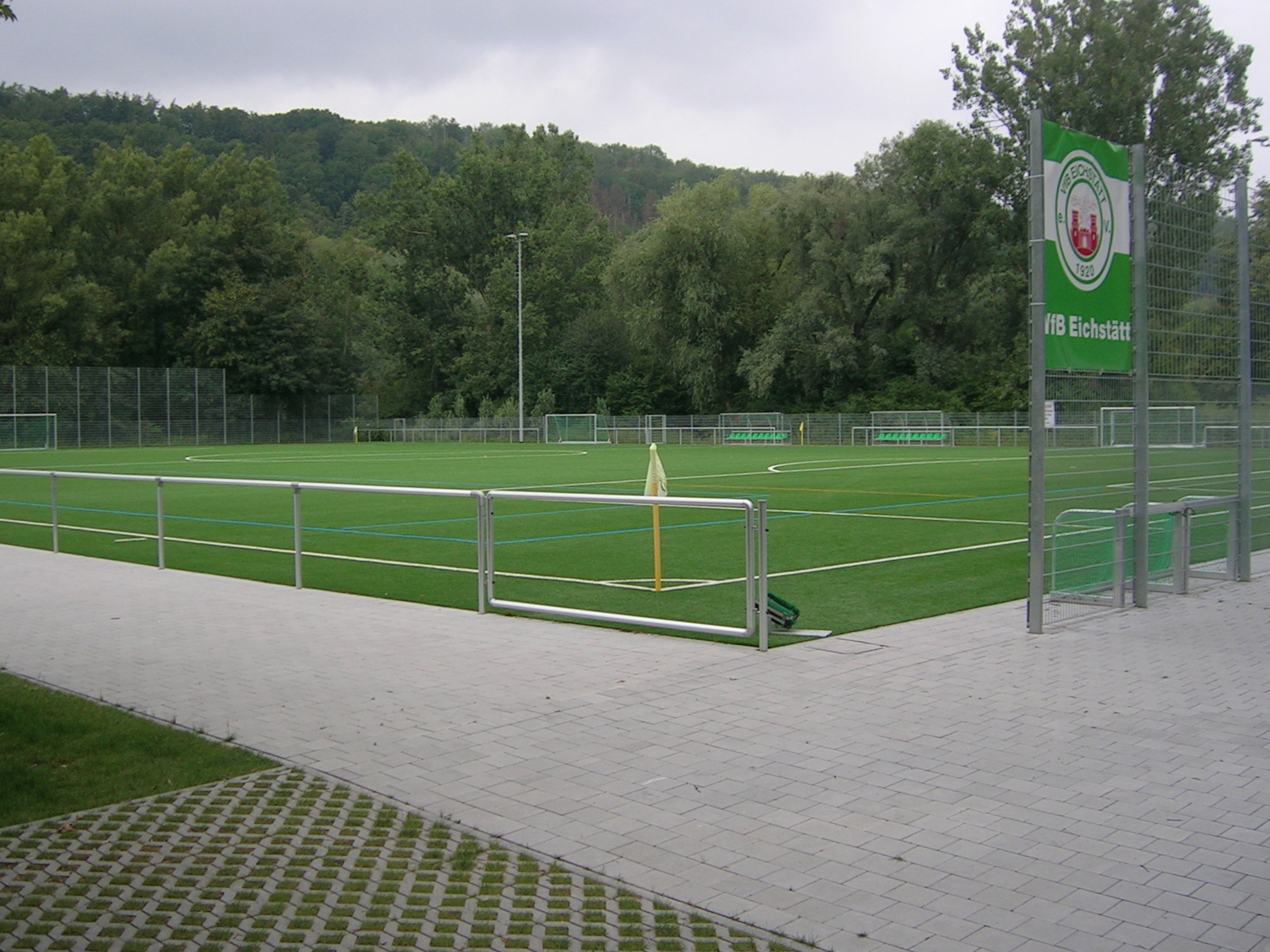
Kunstrasenplatz Schottenau

Neben dem Stadion steht dem Verein auch noch ein 2017 neu errichteter Kunstrasenplatz zur Verfügung. Neben einer Flutlichtanlage besitzt der Platz auch verschiedene Spielfeldmarkierungen und kann somit variabel in Kleinfelder unterteilt werden. Er hat eine Zulassung für Ligaspiele bis hin zur Oberliga.
Finanziert wurde der Kunstrasenplatz mit 700.000 Euro zum größten Teil von der Stadt Eichstätt; der Rest der Kosten wurde vom Verein selbst aufgebracht.
Vom VfB Eichstätt wird dieses Spielfeld primär als Trainingsgelände genutzt. Die zweite Mannschaft trägt auch einige ihrer Heimspiele auf dem Kunstrasenplatz aus. Der Platz wird auch an andere Vereine und Schulen sowie die Universität vermietet, wobei Vereine aus der Stadt Eichstätt sowie die Damenabteilung des FV Obereichstätt den Platz deutlich günstiger mieten können.

### Weitere
Als weitere Trainingsmöglichkeit, insbesondere für die Jugend, wird der Fußballplatz an der Cafeteria der Katholischen Universität Eichstätt-Ingolstadt genutzt. Dieser gehört zwar der Universität, wurde aber dem VfB Eichstätt zur Nutzung überlassen. Er verfügt seit 1999 über eine Flutlichtanlage.
Außerdem verfügte der Verein über Tennisplätze direkt neben dem Stadion, die allerdings seit der Abspaltung der Tennisabteilung kaum mehr genutzt wurden. Diese wurden im Jahr 2019 in Parkplätze für die Eichstätter Klinik umgewandelt. Des Weiteren existieren Anlagen für Beachvolleyball und Leichtathletik. Außerdem befindet sich im Stadion auch ein DFB-Minispielfeld (Kunstrasen).
Für die einzelnen Abteilungen werden auch noch andere Sportanlagen im Stadtgebiet genutzt, so z. B. Schulsporthallen, die Dreifachturnhalle im Sportzentrum Schottenau und die universitäre Sportanlage auf dem Seidlkreuz.
Zwischen 1928 und 1930 musste die Fußballabteilung auf den Exerzierplatz der Landespolizei ausweichen, nachdem auf dem VfB-Platz Unterkünfte für Arbeiter im Zuge von Regulierungsmaßnahmen der Altmühl errichtet wurden.

### Vereinsheim

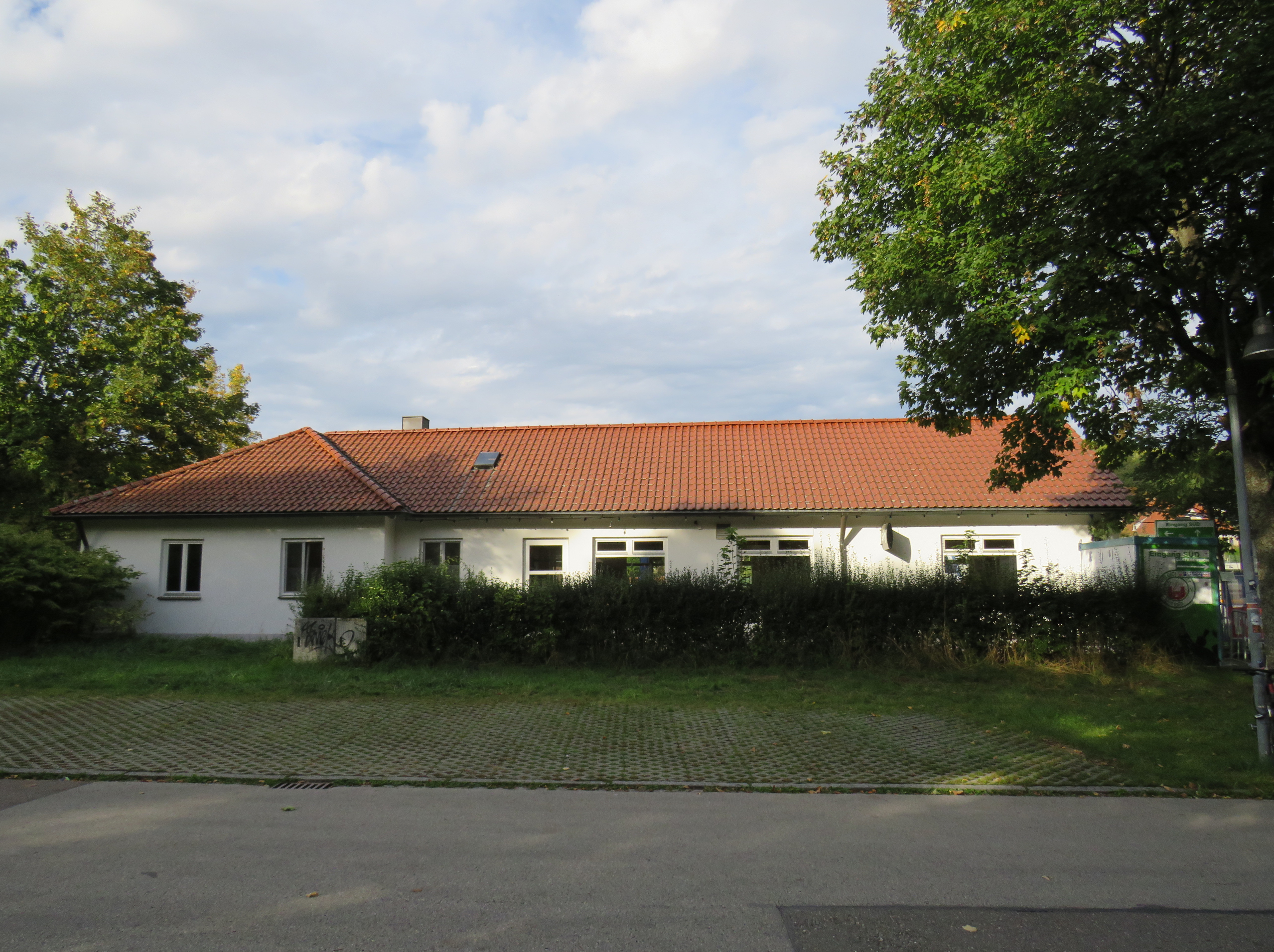
Vereinsheim und -gaststätte des VfB Eichstätt

Das noch heute genutzte Vereinsheim wurde 1959 eingeweiht. Es wurde 1963 erweitert. Von 1983 bis 1984 wurde es abermals erweitert, diesmal um einen Sanitärtrakt. Von 2022 bis 2024 gab es auch eine Geschäftsstelle in der Innenstadt.

## Persönlichkeiten
- Ralf Andresen, ehemaliger Trainer der Fußballmannschaft
- Horst Blechinger, ehemaliger Trainer der Fußballmannschaft
- Felix Göttlicher, ehemaliger Spieler in der Regionalliga Bayern
- Michael Gurski, ehemaliger Fußballtorhüter in der Regionalliga Bayern
- Panagiotis Iatrou, ehemaliger Spieler in der Regionalliga Bayern
- Julian Kügel, ehemaliger Spieler in der Regionalliga Bayern
- George Stanley Mbwando, ehemaliger Trainer der A-Jugend
- Roussel Ngankam, ehemaliger Spieler in der Regionalliga Bayern
- Adriano Schmidt, ehemaliger Spieler in der Bayernliga
- Franz Schreiner, ehemaliger Spielertrainer
- Marcel Schelle, ehemaliger Spieler in der Regionalliga Bayern
- Yomi Scintu, ehemaliger Spieler in der Bayernliga Nord und der Regionalliga Bayern
- Markus Steinhöfer, ehemaliger Spieler in der Regionalliga Bayern
- Melissa Ugochukwu, ehemalige Spielerin der Jugendabteilung